# Philadelpheae
Philadelpheae es una tribu de plantas perteneciente a la familia Hydrangeaceae.

## Géneros
Contiene los siguientes géneros:
- Carpenteria
- Deutzia
- Fendlerella
- Kirengeshoma
- Philadelphus
- Whipplea